# Laurent Viérin
Laurent Viérin (ur. 7 sierpnia 1975 w Aoście) – włoski samorządowiec, działacz mniejszości francuskiej, wieloletni asesor regionu Dolina Aosty, od 2017 do 2018 jej prezydent.

## Życiorys
Jego ojciec Dino Viérin był od 1993 do 2002 prezydentem regionu, zaś matka Claudine Ottin kierowała lokalnym biurem języka francuskiego.
Ukończył studia z administracji i nauk politycznych, pracował jako nauczyciel. Autor sztuk teatralnych tworzonych w lokalnym dialekcie franko-prowansalskiego patois valdostano, działacz na rzecz mniejszości francuskiej.
Od 1990 należał do Union Valdôtaine i jej młodzieżówki Jeunesse Valdôtaine. W 1995 po raz pierwszy wybrany radnym Jovençan, w 2000 został asesorem we władzach miasta. W 2003 wybrany do rady regionu Dolina Aosty, uzyskiwał reelekcję w 2008, 2013 i 2018. W lipcu 2006 został asesorem ds. edukacji i kultury we władzach regionalnych. Zajmował tę funkcję do grudnia 2012, kiedy po konflikcie wewnątrz partii przeszedł do ugrupowania Union Valdôtaine Progressiste. Później powracał do lokalnych władz jako asesor ds. zdrowia i polityki społecznej (czerwiec 2016–marzec 2017), rolnictwa i zasobów naturalnych (marzec–październik 2017) oraz budżet, finanse i partycypację społeczną (listopad 2017–styczeń 2018, p.o.).
Od 11 października 2017 do 27 czerwca 2018 pozostawał prezydentem Doliny Aosty (po dymisji Pierluigiego Marquisa), następnie przeszedł do opozycji po przegranych wyborach. Zasiadł również w Komitecie Regionów. Od grudnia 2018 do grudnia 2019 ponownie był asesorem (odpowiadał za sport, kulturę, handel, rolnictwo). Zrezygnował ze stanowiska po otworzeniu śledztwa dotyczącego jego związków z mafią.
W 2012 odznaczony Orderem Sztuki i Literatury.